# Joan szörnyű
A Joan szörnyű a Fekete tükör című brit sci-fi sorozat huszonharmadik epizódja, amit a sorozat showrunnere, Charlie Brooker írt és Ally Pankiw rendezett. 2023. június 15-én mutatta be a Netflix, a hatodik évad többi részével egyszerre.
Az epizódban Joan Tait, aki egy jól menő cégnél dolgozik, egyik nap megdöbbenve veszi észre, hogy a teljes életét lemásoló sorozat készült róla a Streamberry streamingszolgáltatónál, ahol az ő szerepét Salma Hayek játssza. A történet, némi metanarratívába is helyezve a cselekményt, egy olyan technológia árnyoldalairól szól, mely mesterséges intelligencia segítségével, színészek nélkül is képes tartalmat előállítani.

## Cselekmény
Joan Tait középvezető egy techcégnél, ahol először ki kell rúgnia a vállalat egyik leglojálisabb munkatársát, majd a pszichológusához megy terápiára, ezután pedig találkozik az exével, Mac-kel, akivel együtt is vacsorázik, majd csókolózik vele, de ezt rögtön meg is bánva hazasiet. Otthon várja a vőlegénye, Krish, akivel este tévét néznek. Felfedezik a Streamberry streamingoldalon a "Joan szörnyű" című sorozatot, ami már első pillantásra is gyanús. Joan elszörnyedve veszi észre, hogy a sorozatban pontosan ugyanaz történik (habár dramatizálva), mint vele a való életben, és itt Joant Salma Hayek játssza. Mikor Krish végignézi Joan kapcsolatát Mac-kel, otthagyja őt.
Másnap a munkahelyén kiderül számára, hogy az összes munkatársa látta a sorozatot, és ennek hatására az igazgatótanács ki is rúgja őt. Dühében elmegy az ügyvédjéhez, aki azonban közli vele, hogy semmit nem tehet, mert amikor regisztrált a Streamberryre, elfogadta a felhasználási feltételeket, és abban világosan benne van, hogy a cég ezt megteheti vele. Azt is megtudja, hogy a műsor teljes egészében komputergenerált, amit egy kvantumszámítógép állít elő, miközben valós időben gyűjti a felhasználók életének összes adatát a náluk lévő eszközök segítségével. Salma Hayek sem valódi, hanem csak kölcsönözte a külsejét a szoftverhez.
Mivel úgy véli, hogy Hayeknek meglehet hozzá a hatalma, hogy leállítsa a műsort, Joan drasztikus lépésre szánja el magát: rengeteget eszik, majd pompomlánynak öltözve beront egy templomba, ahol félbeszakít egy esküvőt azzal, hogy odaszékel. Amit csinált, az valóban bekerült a sorozat következő epizódjába, Hayek pedig dühöngeni kezd, és elmegy a saját ügyvédjéhez. De az ő ügyvédje is azt mondja, hogy semmit nem tehet, mert a szerződésében benne van, hogy a Streamberry akármit megtehet a digitális másával. Ezután úgy dönt, hogy megkeresi Joant, és elmondja neki, hogy ő is ugyanolyan eszköztelen a céggel szemben. Eldöntik, hogy beszöknek a Streamberry főhadiszállására és tönkreteszik a kvantumszámítógépet, ami a cégtulajdonos Mona Javadi irodájában van. Miközben beszöknek, mindketten megtudják, hogy gyakorlatilag bármelyik felhasználó életéből csinálhatak így sorozatot, és hogy ha a félelmeikre helyezik a hangsúlyt, az sokkal jobb nézőszámokat hoz, mintha az unalmas életükből készülne valami.
A szerverteremben belefutnak egy technikusba, aki közli velük, hogy ahol most vannak, az igazából nem a valóság, hanem annak egy fikciós rétege, mégpedig az első. Joan igazából nem a valódi Joan, hanem Annie Murphy színésznő digitális mása, aki kölcsönözte a külsejét és így alakítja őt. Ráadásul ezen a szinten Salma Hayek sem az igazi, hanem egy fiktív változata az igazinak. Javadi könyörög, hogy Joan ne semmisítse meg a kvantumszámítógépet, mert azzal az ő valóságuk is megsemmisül, viszont a valódi Joan ezt szeretné, így hát mégis megteszi.
Visszakerülünk a valóságba, ahol az igazi Joan és Annie Murphy is bűnügyi felügyelet alá kerültek a Streamberry épületében végzett ámokfutásuk miatt. Joan közli a terapeutájával, hogy úgy érzi, visszanyerte a kontrollt az élete felett, majd elmegy a kávézóba, ahol dolgozik, és ahol Murphy is meglátogatja őt.
Egy stáblista utáni jelenetben az igazi Joan látható, ahogy elköveti a botrányos templomi akciót.

## Szereplők
| Szerep              | Színész              | Magyar hang    |
| ------------------- | -------------------- | -------------- |
| Joan Tait / önmaga  | Annie Murphy         | Gáspár Kata    |
| TV Joan / önmaga    | Salma Hayek          | Pikali Gerda   |
| Beppe               | Michael Cera         |                |
| Krish               | Avi Nash             | Fehér Tibor    |
| TV Krish            | Himesh Patel         |                |
| Joan ügyvédje       | Lolly Adefope        | Makay Andrea   |
| TV Joan ügyvédje    | Wunmi Mosaku         | F. Nagy Erika  |
| Mac                 | Rob Delaney          | Zöld Csaba     |
| TV Mac              | Ben Barnes           |                |
| Eric                | Jared Goldstein      |                |
| TV Eric             | Jaboukie Young-White |                |
| Sandy               | Ayo Edebiri          | Szabó Luca     |
| Forrás Joan         | Kayla Lorette        | Molnár Ilona   |
| Mona Javadi         | Leila Farzad         | Solecki Janka  |
| Julian              | Max Harwood          | Molnár Levente |
| TV TV Joan / önmaga | Cate Blanchett       |                |

## Az epizód készítése
Charlie Brooker elmondása szerint ez az egyetlen olyan rész az évadban, amely hagyományos Fekete tükör-epizódnak tekinthető.  Az eredeti tervek szerint Joan a hírekbe került volna be a kollégái különféle apró-cseprő panaszai miatt illetve politikusok beszéltek volna róla a deepfake technológia segítségével. A végső forgatókönyvre nagy hatással volt "A kibukott" című TV-sorozat, amely a Theranos nevű techcég tündöklését és bukását dolgozta fel, olyan dolgokat dramatizálva, amik mintha csak tíz perccel azelőtt történtek volna. A forgatás éppen a ChatGPT széles körben ismertté válását megelőzően fejeződött be, előrevetítve a technológiában rejlő potenciált az automatikus történetgenerálás terén.
A sztoriban nagy szerepet kap a metanarratíva is, ugyanis legalább három különböző szinten zajlik a cselekmény. A műsorokat előállító Streamberry mind logójában, mind a hangeffektek terén a Netflix paródiája.
A történet mondanivalója ismételten előkerült a 2023-as hollywoodi színészek és forgatókönyvírók sztrájkja idején, amelyben a sztrájkolók abbéli aggályaikat is kifejezték, hogy a nagy cégek a mesterséges intelligencia segítségével fogják őket kisemmizni, a beleegyezésük nélkül.

## Forráshivatkozások
1. ↑  Charlie Brooker Breaks Down Every Episode of 'Black Mirror' Season Six (amerikai angol nyelven). Esquire, 2023. június 15. (Hozzáférés: 2023. augusztus 1.)
2. ↑  Flood, Alex: 'Black Mirror' season six post-watch guide: trivia, set secrets and more (brit angol nyelven). NME, 2023. június 16. (Hozzáférés: 2023. augusztus 1.)
3. ↑  Webster, Andrew: Actors say Hollywood studios want their AI replicas — for free, forever (amerikai angol nyelven). The Verge, 2023. július 13. (Hozzáférés: 2023. augusztus 1.)

## Fordítás
Ez a szócikk részben vagy egészben  a   Joan is Awful című angol Wikipédia-szócikk ezen változatának fordításán alapul.  Az eredeti cikk szerkesztőit annak laptörténete sorolja fel. Ez a jelzés csupán a megfogalmazás eredetét és a szerzői jogokat jelzi, nem szolgál a cikkben szereplő információk forrásmegjelöléseként.